# 화성 용주사 대웅보전
화성 용주사 대웅보전(華城 龍珠寺 大雄寶殿)은 경기도 화성시 송산동에 있는 조선시대의 건축물이다. 1983년 9월 19일 경기도의 문화재자료 제35호로 지정되었고, 2017년 5월 19일 보물로 지정예고 절차를 거쳐, 2017년 8월 14일 대한민국의 보물 제1942호로 승격되었다.

## 개요
용주사는 사도세자의 묘소를 수호하고 명복을 빌어주기 위해 세운 절이다. 사도세자의 묘를 화산으로 옮긴 다음해인 정조 14년(1790) 세웠다. 원래 이곳은 통일신라 때 세워 고려시대 때 소실된 갈양사의 옛터라고 전한다.
대웅보전은 삼존불상을 모시고 있는 건물로 내부·외부를 대단히 화려하게 장식하였다.
규모는 앞면 3칸·옆면 3칸이며, 지붕은 여덟 팔(八)자 모양인 팔작지붕이다. 또한 지붕 처마를 받치기 위해 장식하여 만든 공포는 기둥 위와 기둥 사이에도 있는 다포 양식으로 꾸몄다. 건물 안쪽 삼존불상 뒤에는 세울 당시에 그린 석가모니불·아미타불·약사불의 삼존불화가 있다.
대웅보전 앞의 계단 옆에는 천연기념물 제164호였던 《용주사 회양목》이 있었으나, 생육공간 협소로 뿌리 생육환경이 불량하고 회양목으로는 보기 드문 노거수로 워낙 노쇠하여 회생의 가능성이 희박하고, 수형의 훼손이 심하여 천연기념물로의 가치를 상실함에 따라 문화재 등록이 해제되었다.

## 보물 지정사유
화성 용주사는 사도세자의 묘소인 현륭원(縣隆園)의 능침사찰(陵寢寺刹)로서 제사 시 물자를 준비하기 위한 조포사(造泡寺)이며, 능침을 수호하고 명복을 빌게 하는 원당사찰(願堂寺刹)이다.
용주사의 건립은 왕실의 공사발주, 관부로부터 재원조달, 계획부터 공사감독까지 관 주도로 이루어진 관영공사로서 1790년 2월 19일에 공사를 시작하여 4월 15일에 상량을 하고, 마무리 건축 공사를 진행하며 불상을 조성하고 9월 29일에 점안하여 불상을 봉안하였다. 공사 과정은 정조실록, 승정원일기, 일성록, 현륭원의궤, 조선사찰사료 등 관련 사료를 통하여 공사내용, 공사재원, 공사집행 및 공사 인력 등 공사 전모를 파악할 수 있다.
용주사의 중심영역은 남북중심축 위에 대웅보전-천보루-삼문을 두고, 승당과 선당, 좌우 익랑을 똑같은 규모의 동일한 형태로 좌우 대칭되게 배치하였다. 용주사의 이와 같은 배치 및 공간구성은 창건 시 모습을 대체로 잘 유지하고 있으며, 조선 후기 능침사찰의 배치 특성을 잘 보여주는 중요한 요소이다.
대웅보전은 용주사의 주불전으로 여러 번의 중수가 있었지만 외부 단청을 제외하고 초창 때의 모습을 잘 간직하고 있다. 정면 3칸, 측면 3칸의 다포계 팔작지붕의 건물로 18세기 불전건축의 특징을 잘 보여주고 있다. 장대석 기단과 원형주좌를 둔 방형초석, 지붕의 취두와 용두, 양성바름 등은 능침 사찰로서 건물의 격을 보여준다. 공포의 구법과 초각수법은 초창시의 시대적 특성을 갖추고 있고, 불단과 닫집의 문양과 조각, 안초공과 귀한대·충량의 용조각, 단청 등도 건물과 조화를 이루며 불전을 장엄하고 있다. 대웅보전 건축의 도편수는 문언(文彦, 장흥 천관사 승려)이고, 단청 도편수는 민관(敏寬)으로 당대 최고의 승장들이 건축하였다.
이처럼 화성 용주사 대웅보전은 능침사찰의 주불전으로 권위와 격식, 시대성을 잘 간직하고 있어 국가지정문화재(보물)로 지정가치가 있다.

## 현지 안내문
용주사는 현륭원의 건립과 때를 같이 한 왕실의 원찰로 각 부재의 사용이나 문양, 공간배치가 궁궐의 형식과 유사하다. 용주사는 1790년 전체 140여 칸의 규모로 지어졌는데 창건당시의 규모나 형태가 거의 원형을 유지하고 있어 18세기말 건축양식을 보여주는 귀중한 자료가 되고 있다.
대웅보전은 정면 3칸, 측면 3칸 규모의 겹치마, 팔작지붕 형식을 갖추고 있다. 정조는 이 절을 자신의 꿈 내용대로 용주사라 이름 짓고 중심전각인 대웅보전의 현판을 직접 쓰기도 했다.

## 같이 보기
- 화성 용주사 회양목 - 전 천연기념물 제264호

## 참고 자료
- 화성 용주사 대웅보전 - 국가유산청 국가유산포털